# Någon att tycka om
Någon att tycka om av Ester Ringnér-Lundgren kom ut 1981 och handlar om Lilian, som är 15 år. Lilian grubblar lite på sin framtid. Vad ska hon skaffa sig för yrke?
I denna bok kommenteras betygsdebatten och Lilian tycker att utan betyg blir det ju inte ens en "spänning med att plugga längre" (sid. 6). Ytterligare en tidsmarkör är att Ingemar Stenmark och Björn Borg nämns. På ett ställe i boken berättar Lilian om ett bokskåp där det finns olika sorters böcker. De som nämns är Den siste mohikanen, Biggles, Kulla-Gulla, Sju syskon och de böcker som Lilian och hennes syster fyllt på med, nämligen Kitty och Lotta. Sådana tydliga tidsmarkörer förekommer mycket sällan i Ester Ringnér-Lundgrens övriga författarskap.